# Centre municipal du comté de Marin
Le centre municipal du comté de Marin (anglais : Marin County Civic Center), situé à San Rafael dans le comté de Marin en Californie, est le dernier ouvrage de l'architecte Frank Lloyd Wright. Il fut achevé en 1962, avec une partie finale ajoutée en 1970. C'est un site historique national (National Historic Landmark) depuis 1991.

## Histoire

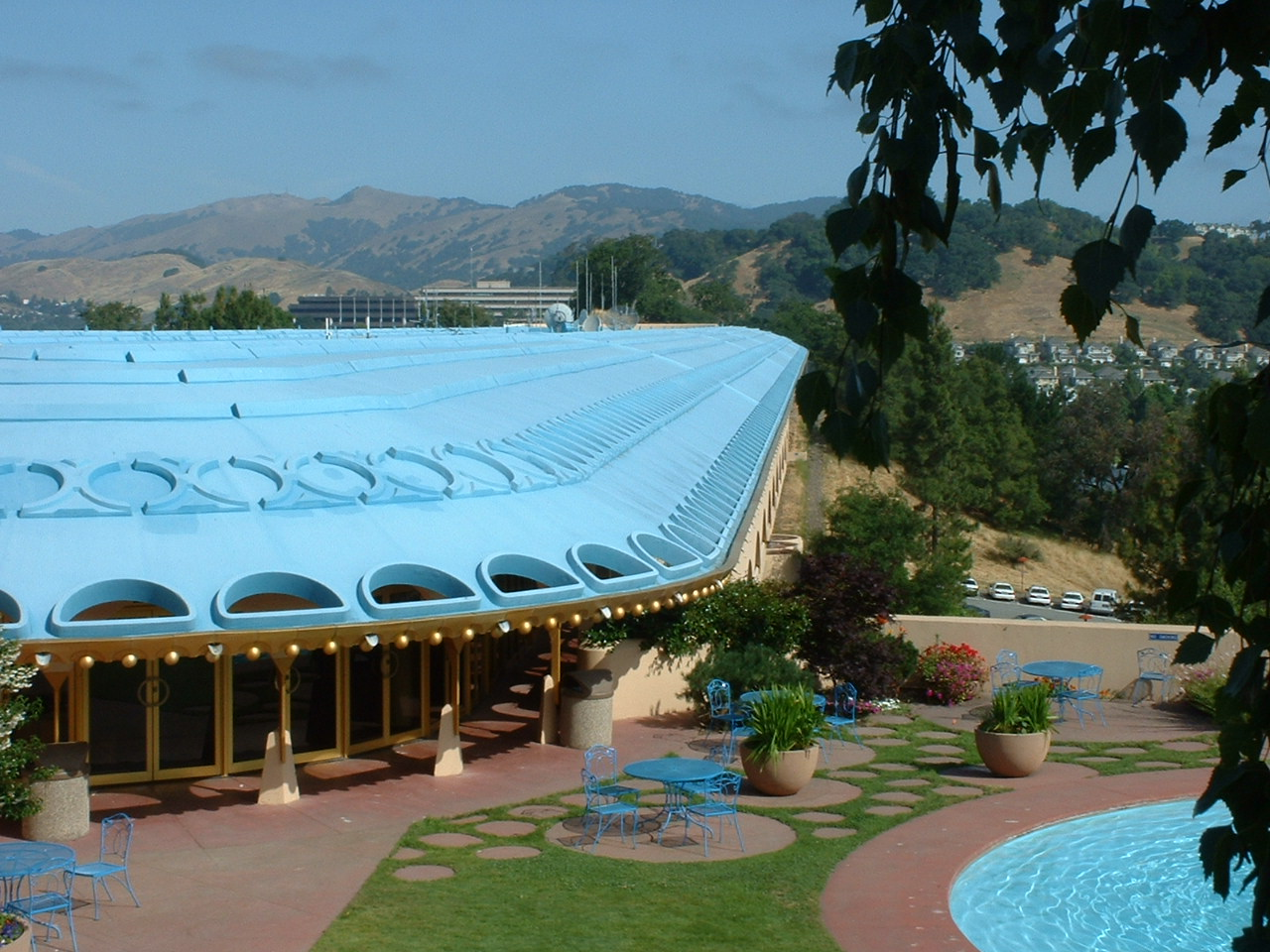
Extérieur du centre municipal du comté de Marin.
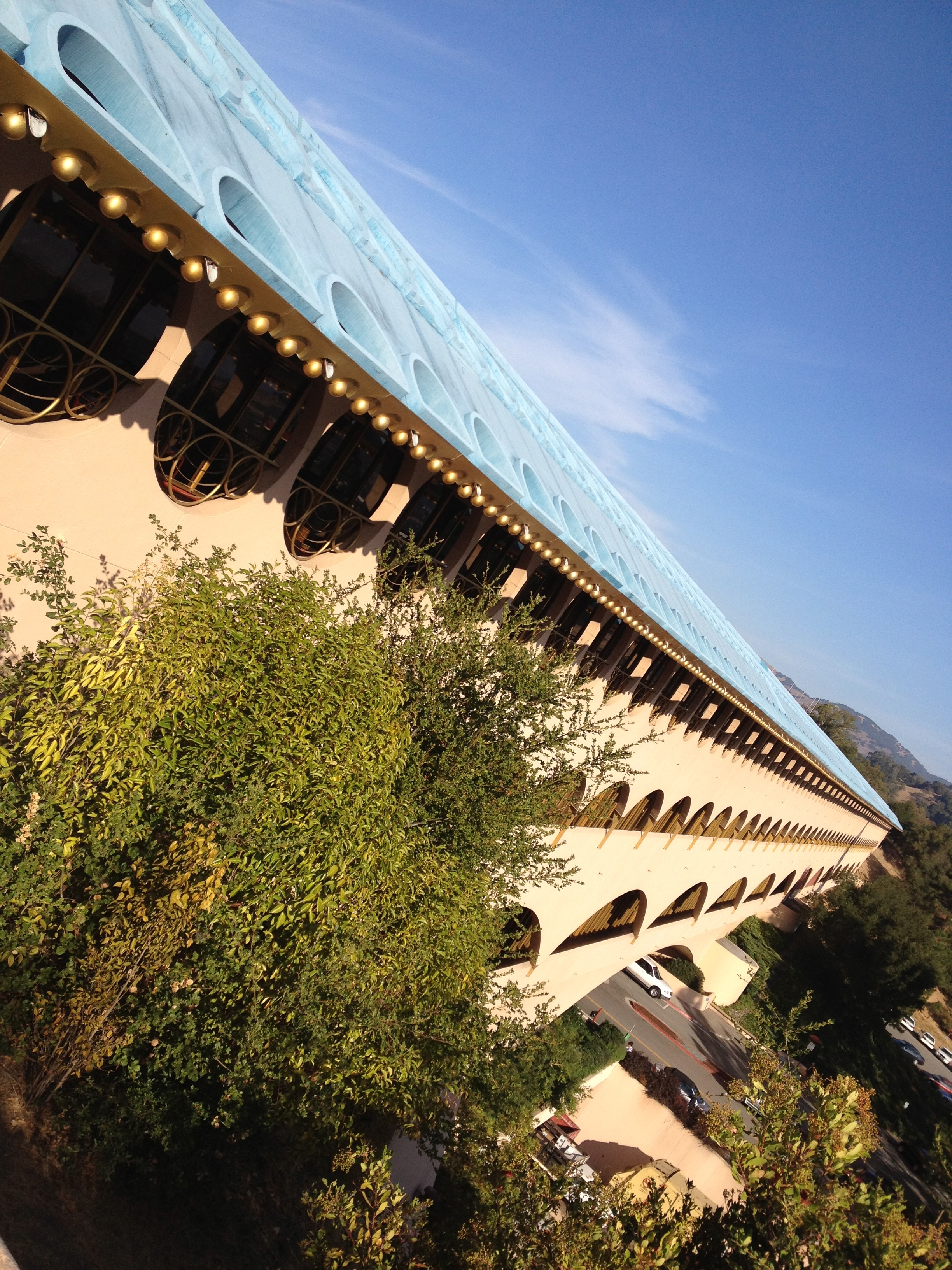
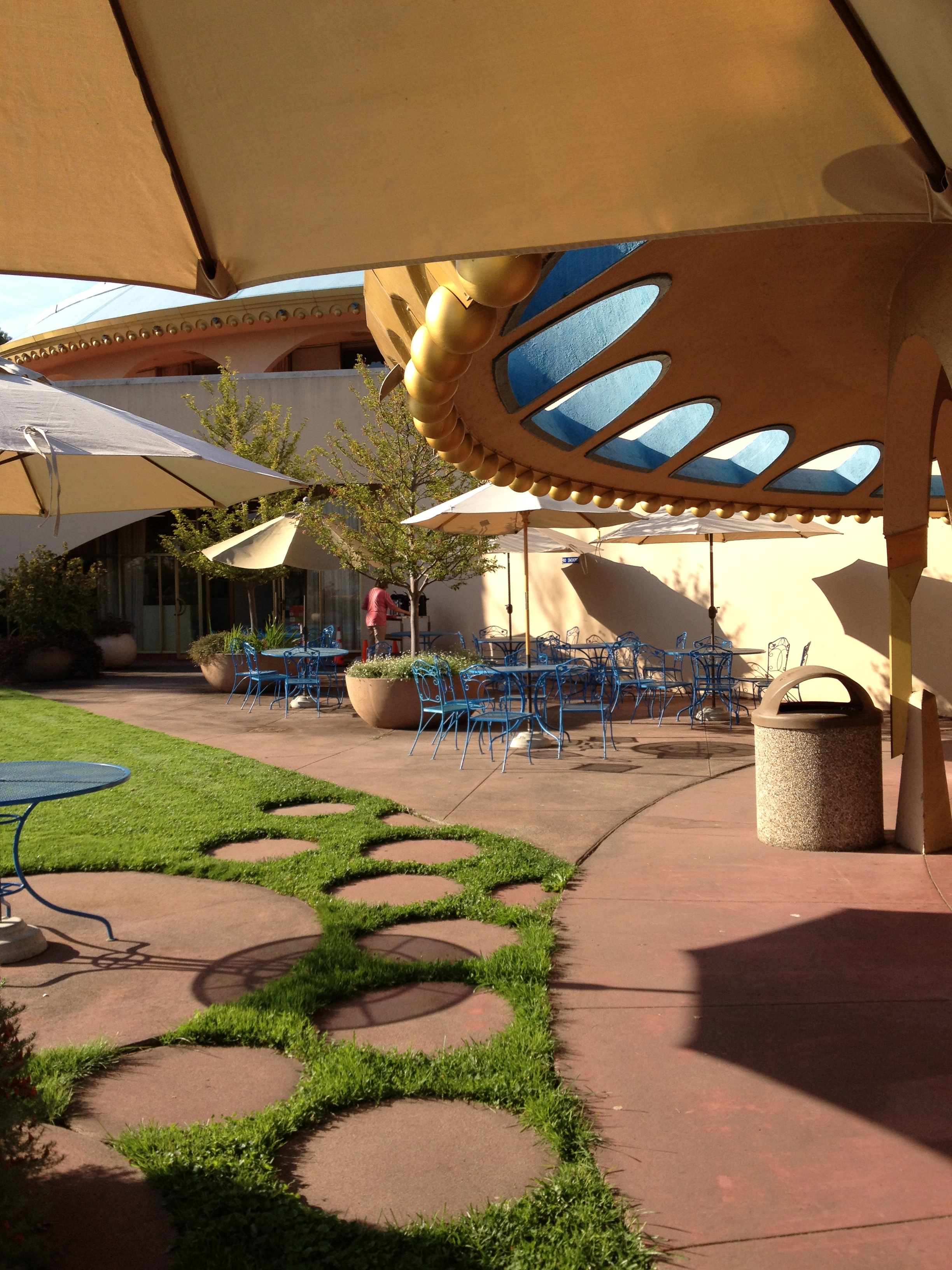
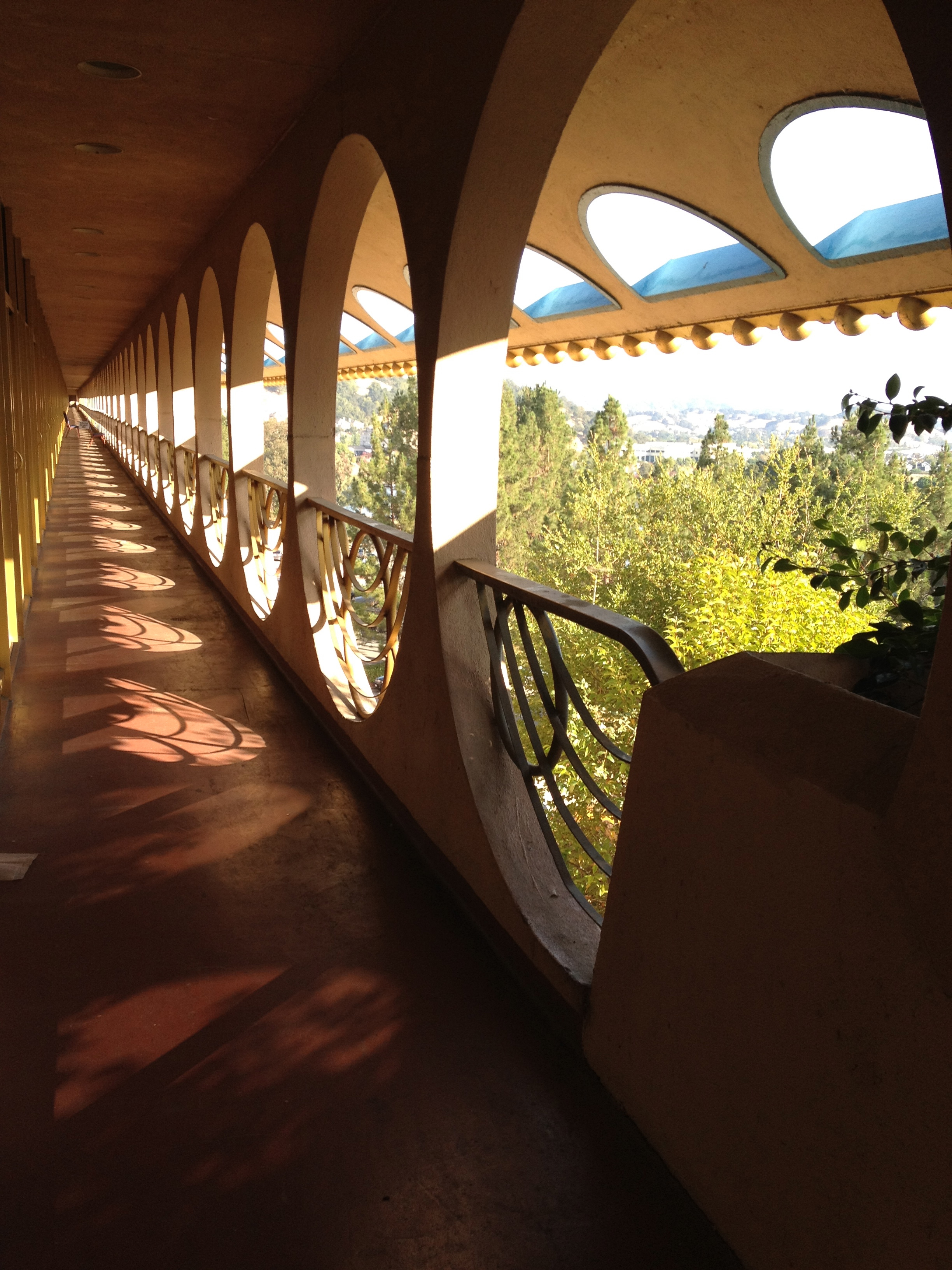
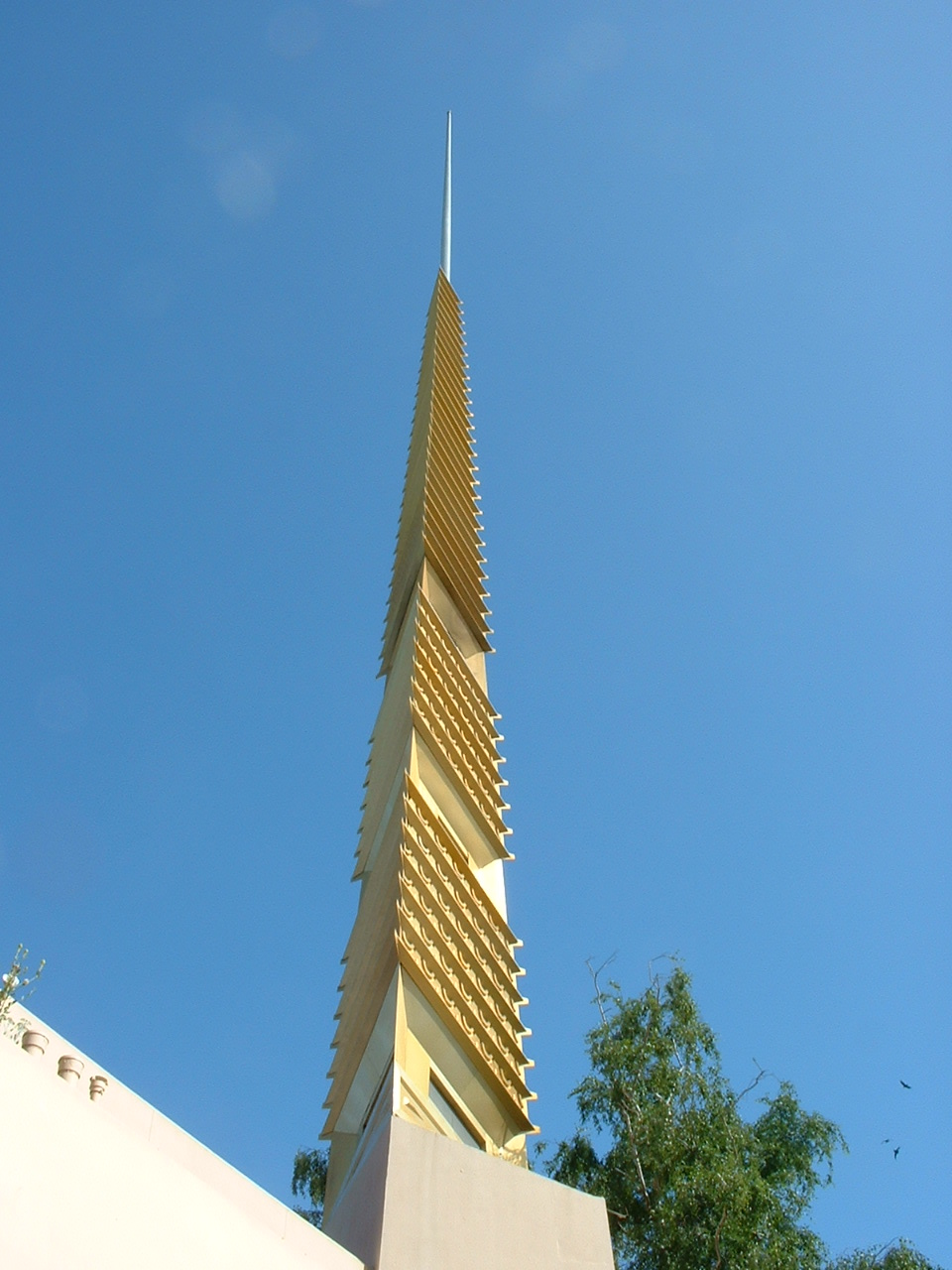
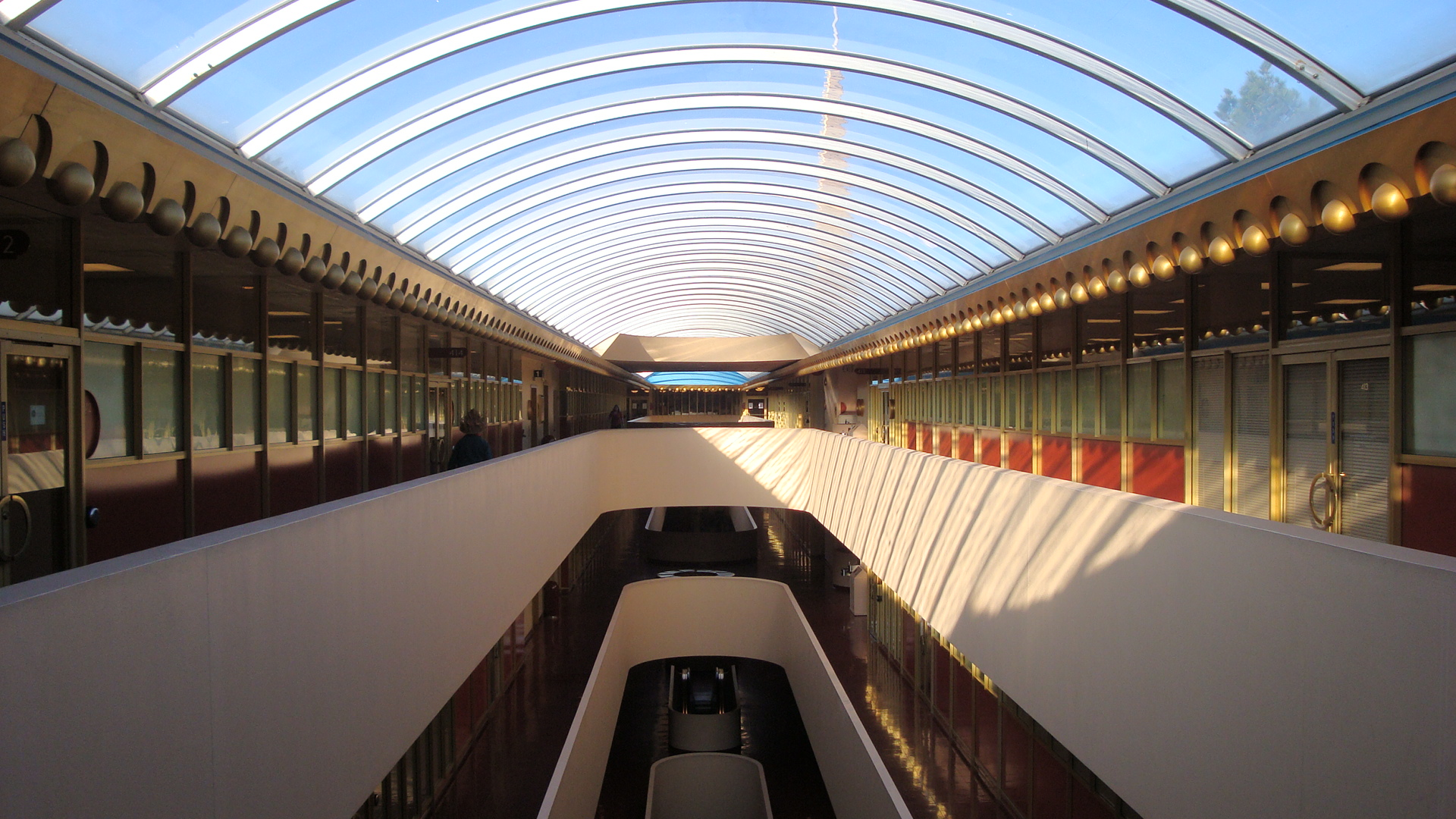
Intérieur du centre municipal du comté de Marin.

## Postérité
Le bâtiment apparaît notamment dans les films THX 1138 (1971) et Bienvenue à Gattaca (1997).